# Llibre de les bèsties
El Llibre de les bèsties és una narració breu de caràcter trobadoresc que forma part del Llibre de les meravelles de Ramon Llull. En Fèlix es troba durant el seu viatge uns frares que li expliquen que a prop d'allí hi ha un gran aplec d'animals, reunits per escollir un rei. El lleó guanya a les votacions i com que no inclou Na Renard, o sigui, la guineu a la seva cort, aquesta intenta ascendir al poder a través de l'engany i la por. Al final hi ha una batalla que guanya el lleopard, però el rei el mata i Na Renard passa a ser membre del consell.
Aquest llibre, escrit cap a l'any 1288, el va dedicar a Felip IV de França per ensenyar-lo a dirigir la cort i ens ensenya a no confiar gaire dels qui ens envolten.